# Life Behind Machines
Life Behind Machines è il quinto album in studio del gruppo pop punk statunitense Allister, pubblicato nel 2012.

## Tracce
1. 5 Years – 3:45
2. A Thousand Miles Away – 2:21
3. Haley – 3:04
4. Stuck Powered On – 3:33
5. Drive – 3:36
6. Pretty Damn Close – 4:00
7. Tethered To The Wall – 3:26
8. Something Better – 3:24
9. If You Didn't Mean It – 3:13
10. Live Fast, Die Young – 3:53
11. Perfect Harmony – 3:28
12. The Loco-Motion – 2:18